# Henrietta Dugdale

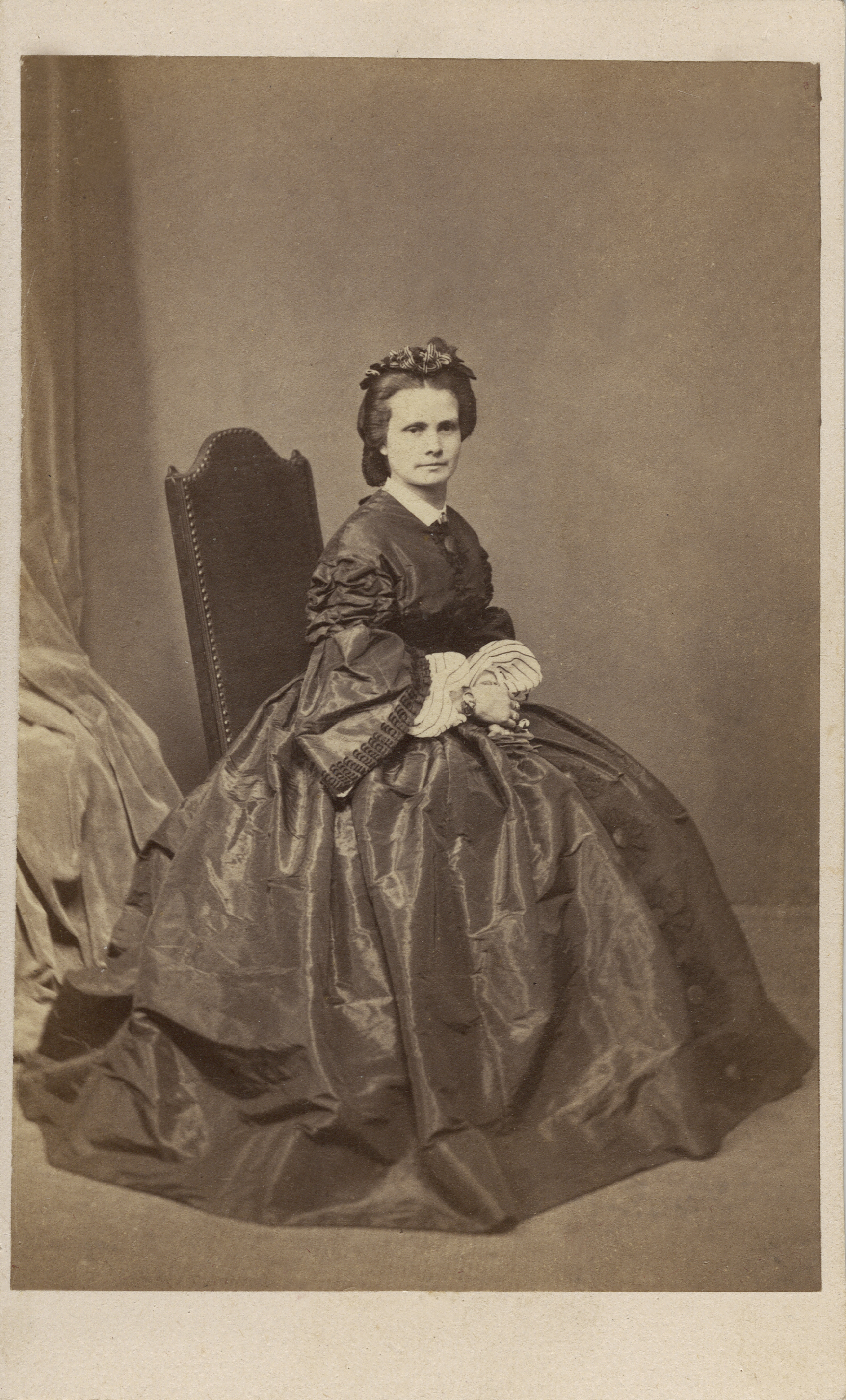
Henrietta Dugdale (um 1845)

Henrietta Augusta Dugdale (* 14. Mai 1827 in London, England, als Henrietta Augusta Worrell; † 17. Juni 1918 in Point Lonsdale, Victoria), verheiratete Henrietta Johnson, war eine australische Suffragette. 1883 veröffentlichte sie einen utopischen Roman mit dem Titel A Few Hours in a Far Off Age.

## Leben
Henrietta Worrell kam 1827 in London als Tochter von John und Henrietta Worrell zur Welt. In England heiratete sie zum ersten Mal und wanderte mit ihrem Ehemann im Alter von 21 Jahren nach Melbourne in die damalige britische Kronkolonie New South Wales aus (Victoria wurde erst 1851 eine eigenständige Kolonie). Nachdem ihr erster Ehemann 1853 gestorben war, heiratete sie den Pfarrerssohn William Dugdale und bekam mit ihm drei Söhne. 1903 ging sie mit Frederick Johnson eine dritte Ehe ein; auch ihren dritten Ehemann überlebte sie. Henrietta Dugdale starb 1918 im Alter von 91 Jahren in Point Lonsdale, einem kleinen Küstenort am Eingang des Port Phillip vor Melbourne.
Spätestens ab Ende der 1860er Jahre engagierte sich Dugdale in verschiedenen progressiven sozialen Bewegungen. Sie war davon überzeugt, dass der Fortschritt in der Menschheit nur durch die Förderung der Vernunft als Teil des menschlichen Charakters einerseits und die soziale und politische Gleichstellung der Geschlechter andererseits möglich werde. In Hinblick auf Letzteres war sie eine der frühen Leitungsfiguren der australischen Suffragettenbewegung; 1884 war sie Präsidentin der Victorian Women’s Suffrage Society, die sie in jenem Jahr zusammen mit Annie Lowe gegründet hatte. Daneben unterstützte sie unter anderem die Abstinenzbewegung, eine bessere Vermögensverteilung zwischen den verschiedenen sozialen Klassen und die Einführung des Achtstundentages. Die Monarchie als Staatsform lehnte sie als Bremse für den menschlichen Fortschritt ab; im Christentum erkannte sie ein Instrument der Männer zur Unterdrückung der Frauen.
Bekannt ist heute noch ihr Leserbrief an den Melbourner Argus vom 13. April 1869, in dem sie die Gleichheit der Geschlechter einforderte. Der Brief gilt als Auslöser ersten nennenswerten Debatte in Australien um die Rolle und die Rechte der Frau. Vieler ihrer politischen Ideen legte sie 1883 in einem utopischem Roman mit dem Titel  A Few Hours in a Far Off Age nieder, welches sie dem Politiker und Juristen George Higinbotham widmete. In diesem frühen Science-Fiction-Werk beschreibt sie die Gesellschaft der Alethia, die in Dugdales Version der Zukunft auf einem neuen Kontinent an der Stelle Australiens in Einklang mit der Natur und allen menschlichen und nicht-menschlichen Lebewesen leben.
2001 wurde Dugdale in die Victorian Honour Roll of Women aufgenommen. Zehn Jahre später erschien in einem kleinen Verlag in Melbourne die Monografie Henrietta Augusta Dugdale: An Activist 1827–1918 von Susan Priestley. 2013 setzte der Victorian Women’s Trust in Erinnerung an Henrietta Dugdale den Dugdale Trust for Women and Girls zur Verbesserung der Lebenssituation von Frauen und Mädchen in Australien auf. 2017 wurde Dugdale mit einem Google Doodle geehrt. Anlass dafür war der 148. Jahrestag der Veröffentlichung ihres Leserbriefs an den Argus im April 1869.

## Veröffentlichungen
- A Few Hours in a Far Off Age. McCarron Bird & Co., Melbourne 1883 (Digitalisat).